# Benevello
Benevello (Benevel in piemontese) è un comune italiano di 448 abitanti della provincia di Cuneo in Piemonte.
Il comune faceva parte della comunità montana Alta Langa e Langa delle Valli Bormida e Uzzone.

## Monumenti e luoghi d'interesse

### Castello
Il castello è stato costruito come fortificazione, sulla sommità della collina su cui sorge il centro del paese.

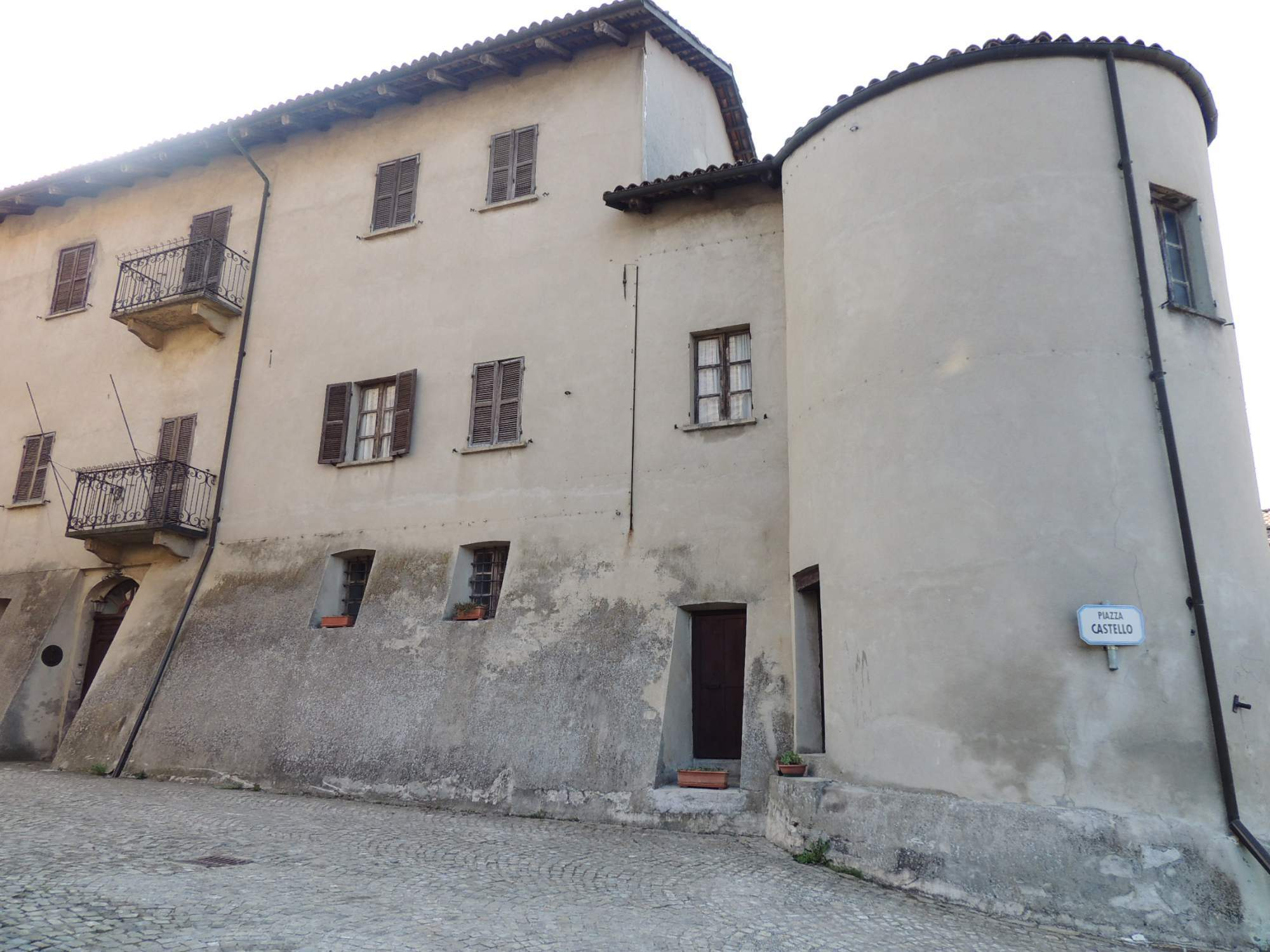
Castello

Fu commissionato ai fratelli Simonino e Pietro dai marchesi Falletti, nel '300.
Nei numerosi passaggi di proprietà subì molti rimaneggiamenti, che fecero perdere le caratteristiche militari difensive, trasformandolo in residenza nobiliare di campagna.

Nel 1881 fu acquistato dal beato Faà di Bruno.
L'edificio è un grosso blocco, con basamento a scarpa, rinserrato tra due torrioni circolari cimati.
Alcune opere di sistemazione, come l'intonacatura esterna, ne hanno, in parte, stravolto l'aspetto: notevole e rispettoso, invece, il recupero interno e la tenuta del parco, da parte della 'Comunità di recupero per tossicodipendenti' che, attualmente, lo occupa.
Dal 2007 fa parte del circuito degli 8 castelli "Comitato per la valorizzazione dei castelli delle Langhe e del Roero", meglio noto come "Castelli Doc", di cui il Sindaco di Roddi, Prioglio è Presidente e rappresentante.
La rete dei castelli include i manieri di Grinzane Cavour, Barolo, Serralunga d'Alba, Govone, Magliano Alfieri, Roddi e Mango, 8 perle del territorio delle Langhe e del Roero.
È inoltre inserito nel circuito dei "Castelli Aperti" del Basso Piemonte.

## Società

### Evoluzione demografica
Gradualmente il comune ha recuperato gli abitanti già residenti dell'anno 1951.
Abitanti censiti

## Cultura

### Ricorrenze
- Fiera patronale di San Pietro in Vincoli (ultima settimana di luglio)

## Amministrazione
| Periodo        | Periodo        | Primo cittadino  | Partito      | Carica  | Note            |
| -------------- | -------------- | ---------------- | ------------ | ------- | --------------- |
| 17 aprile 2000 | 5 aprile 2005  | Mauro Rapalino   | Lista civica | Sindaco | [ 5 ]           |
| 5 aprile 2005  | 28 marzo 2010  | Lorenzo Murialdo | Lista civica | Sindaco | [ 6 ]           |
| 30 marzo 2010  | 30 aprile 2015 | Mauro Rapalino   | Lista civica | Sindaco | [ 7 ]           |
| 30 maggio 2015 | in carica      | Mauro Rapalino   | Lista civica | Sindaco | secondo mandato |